# ريان كيلي
ريان جوناثان ثيودور كيلي (بالإنجليزية: Ryan Johnathan Theodore Kelley)‏ (مواليد 31 أغسطس 1986 في غلن إلين)، هو ممثل أمريكي بدأ مسيرته الفنية عام 1995 كممثل طفل. اشتهر بفيلم يعني كريك سنة 2004، ومسلسل الصلاة على بوبي ومسلسل الأطفال بن 10: غزو الرقاقات.
ولد رايان كيلي في غلن إيلين في شيكاغو إلينوي وبدأ مسيرته في التمثيل عام 1995 في عمر التاسعة وحقق نجاحا كبيرا.
ينحدر من أصول إنكليزية واسكتلندية نظرا لهجرة عائلته من بريطانيا إلى الولايات المتحدة وهو شبيه الممثل البريطاني دانيال رادكليف.

## وصلات خارجية
- ريان كيلي على موقع IMDb (الإنجليزية)
- ريان كيلي على موقع ألو سيني (الفرنسية)
- ريان كيلي على موقع أول موفي (الإنجليزية)
- ريان كيلي على موقع إن إن دي بي (الإنجليزية)
- ريان كيلي على موقع قاعدة بيانات الفيلم (الإنجليزية)
- ريان كيلي على موقع كينوبويسك (الروسية)